# 劉植 (漢朝)

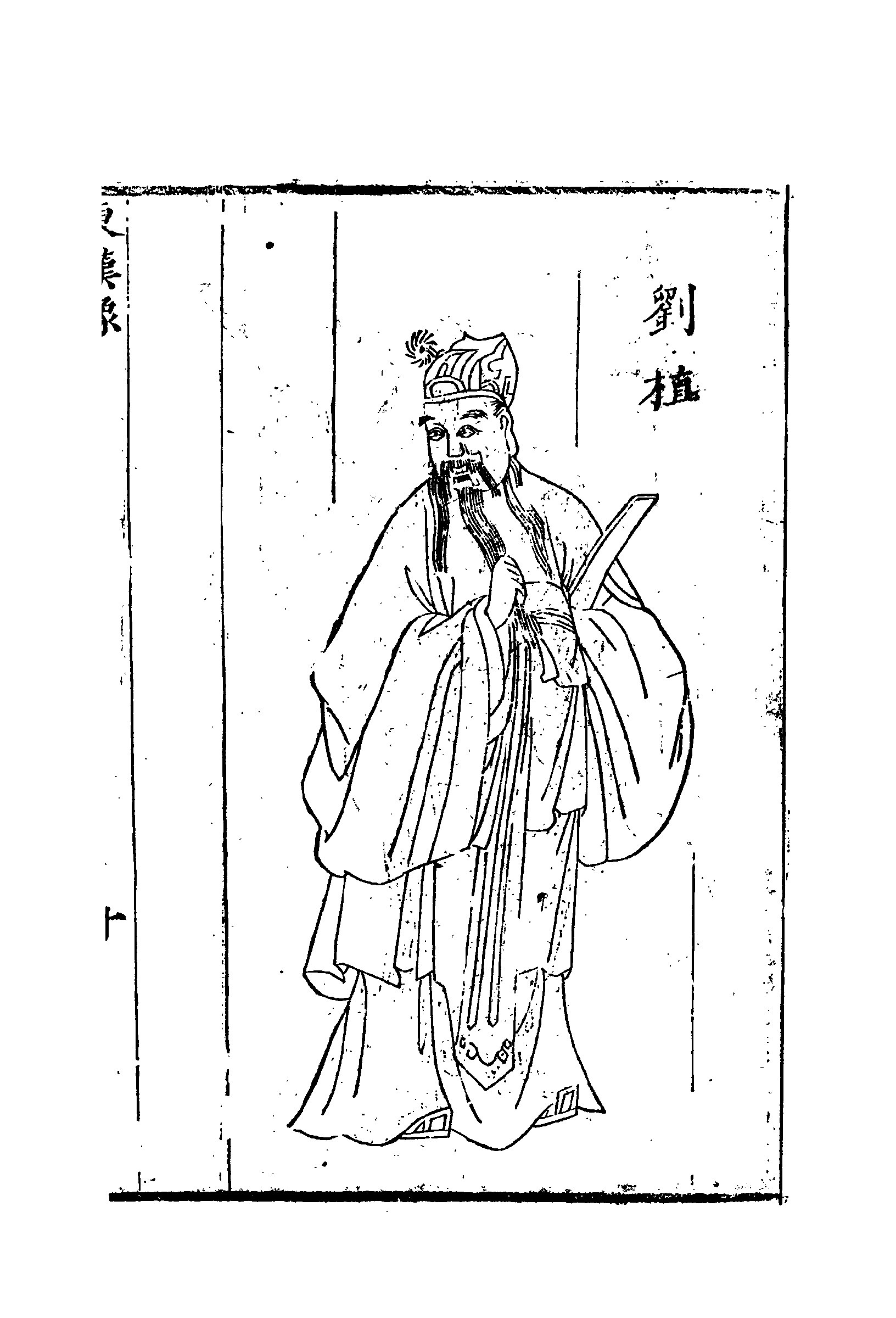
劉植

劉植（前1世紀？—26年），字伯先，巨鹿昌城（今河北省深州市孤城村）人。雲台二十八將之一。
与弟劉喜（共仲）、堂兄劉歆（細君）聚集兵馬數千人，在昌城拥兵自保。王郎称帝，刘植不聽指揮，归顺劉秀，任命為骁骑将军。建武二年（26年），封为昌城侯。於密县（今山东省新密市東南）討伐當地武裝時战死。有子劉向。